# Italo Bettiol
Pour les articles homonymes, voir Bettiol.
Italo Bettiol, né le 31 juillet 1926 à Trieste (Italie) et mort le 28 décembre 2022 à Aniane (Hérault, France), est un réalisateur de films d'animation franco-italien.

## Biographie

### Carrière
Italo Bettiol quitte l'Italie en 1947 avec son frère Stefano Bettiol et son ami Stefano Lonati, fraîchement diplômé des Beaux-Arts de Milan, pour se rendre en France dans l'espoir de devenir artiste-peintre.
Le trio travaille finalement dans le domaine du film d'animation, notamment en réalisant des films publicitaires avec des marionnettes. Ces films sont produits dans les années 1950 par « Les Cinéastes associés ». Bettiol se spécialise dans la technique du stop motion, qui « consiste à animer des marionnettes de mousse et de feutrine image par image devant la caméra ».
C'est par des séries télévisées d'animation qu'il se fait connaître par la suite, en travaillant avec Stephano Lonati : Pépin la bulle (1969), Chapi Chapo (1974), Albert et Barnabé (dans l'émission L'Île aux enfants, à partir de 1976).
En 1968, il crée avec Stephano Lonati, Michel Karlof et Nicole Pichon la société de production d'animation Bélokapi qui produira notamment de nombreuses séquences de l’émission L'Île aux enfants (Albert et Barnabé, La Linea, etc.).

### Vie privée et mort
Italo Bettiol meurt le 28 décembre 2022, « paisiblement » à son domicile d'Aniane dans l'Héraut, comme annoncé dans un communiqué de la société Magic, présenté comme un « collaborateur historique et ami de la famille ». Il est inhumé au cimetière communal.
Bettiol a vécu de nombreuses années dans ce village d'Occitanie près de Montpellier avec sa femme Françoise, qui était également la réalisatrice et monteuse de la série Chapi Chapo. Retraité, il est resté un inventeur infatigable, continuant de bricoler des machines dans son atelier.

## Filmographie

### Auteur
- Albert et Barnabé
- Pépin la bulle
- Chapi Chapo
- Le Jardinier Antoine
- Berthe aux grands pieds (1961)
- Le Jongleur de Notre-Dame (1967)[8]
- Les Engrenages
- Les Kanapoutz
- Les Viratatoums
- Trajectoires
- Variations

### Réalisateur
- Chapi Chapo
- Les Engrenages
- Les Viratatoums
- Pépin la bulle